# Manio Papirio Crasso
Manio Papirio Crasso (fl. V secolo a.C.) console romano.

## Consolato
Manio Papirio Crasso fu eletto console a Roma nel 441 a.C. con il collega Gaio Furio Pacilo Fuso.
Anche questo fu un periodo di tranquillità per Roma, sia sul fronte interno che su quello esterno, nonostante la proposta del tribuno della plebe Petelio di assegnare terre alle plebe, richiesta che peraltro non ebbe alcun seguito..